# Кунево (Італія)
Кунево (італ. Cunevo) — колишній муніципалітет в Італії, у регіоні Трентіно-Альто-Адідже, провінція Тренто. З 1 січня 2016 року Кунево є частиною новоствореного муніципалітету Конта.
Кунево розташоване на відстані близько 510 км на північ від Рима, 25 км на північ від Тренто.
Населення — 595 осіб (2014).
Щорічний фестиваль відбувається 10 серпня. Покровитель — Святий Лаврентій.

## Демографія
Населення за роками:

Станом на 31 грудня 2014 року в муніципалітеті офіційно проживало 55 іноземців з 13 країн, серед них 33 громадяни країн Євросоюзу.

## Сусідні муніципалітети
- Камподенно
- Денно
- Флавон
- Террес
- Туенно